# Эрро (художник)
Эрро (исл. Erro; настоящее имя Гвюдмюндюр Гвюдмюндссон, Guðmundur Guðmundsson; род. 19 июня 1932, Оулафсвик, Исландия) — современный исландский художник.

## Жизнь и творчество
Эрро в период между 1952 и 1954 годами изучал живопись в Художественных академиях Рейкьявика и Осло. После этого переехал в Италию, где во Флоренции и Равенне до 1958 года занимался искусством мозаики.
В 1958 году Эрро переехал в Париж. В 1960 году принимал участие в художественной выставке «Антипроцесс» (Antiproces). С 1961 и по 1968 годы ежегодно выставлялся в парижской сезонной выставке «Майский салон» (Salon de Mai). В эти годы и позже предпринимал многочисленные поездки за рубеж, жил попеременно в Париже, в Таиланде и на острове Форментера (Балеарские острова). Многократно выставлялся как во Франции, так и в других странах:
- во Франции (1960, 1969, 1975, 1986, 1988, 1992, 1994, 2004, 2008-09 и др.)
- в США (1964, галерея Гертруды Стейн; 2004)
- в Израиле (1958)
- в Испании (1992, 2005)
- на Украине (2004)
- в Дании (1981)
- в Нидерландах (1982)
- в ФРГ (1969)
- в Австрии (1996)
- в Швеции, Финляндии и Исландии (1993-94)
- в Бельгии (1983, 1988)
- в Исландии (2009)

Эрро участвовал в Венецианской биеннале в 1986 году. В 1989 году подарил значительную часть своих работ Музею искусств Рейкьявика.
Манера живописных произведений, созданных Эрро, лежит на границе сюрреализма и поп-арта. Главной темой его картин является отображение современной цивилизации, её технического совершенства и её бесчеловечности. В работе также использует технику комикса и сюжеты научной фантастики.
Эрро занимался также кинотворчеством (фильм Grimaces, 1964).